# Анісімова Наталія Миколаївна
Наталія Миколаївна Анісімова (нар. 1956) — українська радянська діячка, лікар-педіатр Донецької міської дитячої лікарні № 1. Депутат Верховної Ради УРСР 11-го скликання.

## Життєпис
Освіта вища. Закінчила Донецький державний медичний інститут імені Горького.
З 1983 року — лікар-педіатр Донецької міської дитячої лікарні № 1.

## Нагороди
- ордени
- медалі